# 豊舞駅
豊舞駅（プンムえき）は、大韓民国京畿道金浦市にある金浦都市鉄道の駅である。

## 歴史
- 2019年 9月28日：開業[1]。

## 隣の駅
金浦ゴールドライン運営
金浦都市鉄道
沙隅駅 - 豊舞駅 - 高村駅